# گمینا سواووبوژه
گمینا سواووبوژه (به لهستانی:  Gmina Sławoborze) یک گمینا در لهستان است که در شهرستان شویدوین واقع شده‌است. گمینا سواووبوژه ۱۸۸٫۷۰ کیلومتر مربع مساحت و ۴٬۲۷۴ نفر جمعیت دارد.